# ОТП Банк
OTP Bank е унгарска банка със седалище в Будапеща.
Създадена е през 1949 година като монополна държавна спестовна каса. След срива на комунистическия режим в Унгария, през 1995 година банката е приватизирана и се разширява активно в други страни в региона. Към 2012 година OTP Bank има около 36 хиляди служители и активи на стойност около 10 трилиона форинта. Към 2013 година 69% от акциите на банката са в свободно обращение, а най-големите акционери са руският милиардер Мегдет Рахимкулов (8,88%), унгарската МОЛ (8,57%), френската „Групама“ (8,30%) и американската „Лазард“ (5,64%). Банката обслужва клиенти от 10 страни, а именно Унгария, България, Сърбия, Румъния, Хърватия, Украйна, Черна гора, Албания и Русия. През 2019 г. OTP Bank сключва споразумение за закупуването на молдовската банка MobiasBanca. Покупката е финализирана през юли 2019 г.
През 2003 година OTP Bank купува държавната дотогава българска банка ДСК.